# Обратной дороги нет (фильм)
«Обратной дороги нет» — советский трёхсерийный художественный чёрно-белый телевизионный фильм о партизанах Великой Отечественной войны, поставленный в 1970 году режиссёром Григорием Липшицем по одноимённой повести Игоря Болгарина и Виктора Смирнова.

## Сюжет
После побега из концлагеря майор Топорков пробирается в партизанский отряд для организации доставки оружия готовящим восстание заключённым. Чтобы отвлечь внимание немецких поисковых групп от основного конного обоза с настоящим оружием, а самое главное — определить предателя, передающего все сведения о планах партизан, в отряде создаётся дополнительный ложный обоз, идущий ложным путём и гружёный ящиками с камнями и песком. Но об этом знают только командир отряда и назначенный командиром обоза Топорков. Среди восьмерых бойцов, добровольно вызвавшихся сопровождать обоз, кто-то — враг, вокруг — непроходимые белорусские леса и болота, по пятам идут немцы, и пути назад нет. Топорков ведёт себя странно — обоз идет тихим ходом, днём, не обходя деревни и открытые места, нарочно привлекая внимание немцев. Бойцы недоумевают, пулемётчик Гонта даже начинает подозревать Топоркова. И лишь когда немецкий агент Митрохин выдаёт себя и убегает из отряда, майор раскрывает оставшимся товарищам тайну обоза. Обоз добирается до села Вербилки, где местные со старостой (в прошлом он участвовал в финской войне) укрывают всех, кто воюет против фашистов, и там майор встречается с капитаном Сыромягиным, который также бежал из плена два месяца назад. Топорков решает оставить Галю и раненого Степана в селе, а сам вместе с Андреевым, Бертолетом и Лёвушкиным отправиться дальше. В пути майор Топорков умирает от остановки сердца, а в последней стычке с немцами на переправе гибнет Андреев. Несмотря ни на что, задание выполнено, настоящий обоз дошёл до цели, и двое оставшихся в живых расходятся разными путями: подрывник Бертолет возвращается за Галей и Степаном с повозками и лошадьми, чтобы вернуться назад, в партизанский отряд, а Лёвушкин отправляется на поиски Митрохина. Для него заготовлен особый патрон, которым предателя хотел наказать погибший Андреев.

## В ролях
| Актёр             | Роль             |
| ----------------- | ---------------- |
| Николай Олялин    | майор Топорков   |
| Александр Январёв | Гонта            |
| Алексей Чернов    | Андреев          |
| Игорь Ясулович    | Бертолет (Вилло) |
| Николай Мерзликин | Лёвушкин         |
| Галина Польских   | Галя             |
| Борис Юрченко     | Степан           |
| Лев Лемке         | Соломон Беркович |
| Валерий Малышев   | Митрохин         |

## В эпизодах
| Актёр                | Роль                                      |
| -------------------- | ----------------------------------------- |
| Михаил Глузский      | командир отряда                           |
| Юрий Саранцев        | подполковник Стебнев                      |
| Владимир Алексеенко  | сплавщик, помогавший обустроить переправу |
| Владимир Волков      | капитан Сыромягин                         |
| Неонила Гнеповская   | Фрося                                     |
| Фёдор Ищенко         | Николай Коваль                            |
| Любовь Комарецкая    | Мария Петровна                            |
| Иван Матвеев         | Григорий Данилович Стяжонок               |
| Дмитрий Миргородский | немецкий офицер (в титрах не указан)      |

## Съёмочная группа
- Сценарий: Игоря Болгарина, Виктора Смирнова
- Режиссёр-постановщик — Григорий Липшиц
- Оператор-постановщик — Сурен Шахбазян
- Художники-постановщики: Георгий Прокопец, Виталий Шавель
- Композитор — Геннадий Гладков
- Текст песен — Михаила Пляцковского
- Режиссёры: А. Козырь, С. Винокуров
- Оператор — М. Сергиенко
- Звукооператор — Георгий Салов[укр.]
- Монтажёр — В. Бондина
- Редактор — В. Сосюра
- Костюмы — Н. Браун
- Грим — Е. Парфенюк
- Художник-декоратор — В. Волынский
- Комбинированные съёмки:

оператор — Н. Илюшин
художник — М. Полунин
- Пиротехник — М. Статников
- Ассистенты:

режиссёра — Н. Осипенко
оператора — Г. Энгстрем, А. Мороз
- Симфонический оркестр украинского радио. Дирижёр — Вадим Гнедаш
- Консультант — И. Борисов
- Директор картины — Давид Яновер

Песни «Мы под пулями ходим нередко», «Ты сам себе выбрал нелёгкую долю», «Нет неизвестных солдат» исполнил Владимир Макаров.